# Andrássy Adél
Andrássy Adél (Villány, 1945. január 15. – 2018. október 1.) magyar matematikus, közgazdász, egyetemi tanár; a közgazdaság tudományok kandidátusa (1980), doktora (2004).

## Életútja
1968-ban József Attila Tudományegyetem Természettudományi Karán matematikus diplomát, 1972-ben a Marx Károly Közgazdaságtudományi Egyetem Ipar Szakán közgazdász diplomát szerzett. 1980-ban a közgazdaság tudományok kandidátusa lett, majd 2004-ben habilált. 1976-ban a Lomonoszov Egyetemen, 1984-ben a lipcsei Közgazdasági Egyetemen, 1990-ben Bécsben, 1995-ben az angliai Leedsi Közgazdaságtudományi Egyetemen végzett tanulmányokat.
1972-től a József Attila Tudományegyetem oktatója, 1981-től egyetemi docense volt. 1991 és 1993 között a JATE gazdasági főigazgatójaként tevékenykedett. 2001-től a Nyugat-Magyarországi Egyetem Közgazdaságtudományi Kar Közgazdasági Intézetének főtanácsadója, majd egyetemi docense lett. 
Fő kutatási területei a növekedéselmélet, a mezőgazdaság növekedési folyamatainak elemzése, a mezőgazdaság termelési tényezői arányának vizsgálata voltak.